# Doll Domination
Doll Domination es el segundo y último álbum de estudio del grupo estadounidense The Pussycat Dolls lanzado el 23 de septiembre de 2008 a nivel internacional. El álbum cuenta con la producción de Timbaland, The Clutch o Darkchild, entre otros. Sin embargo, la banda perdió a Carmit Bachar, que abandonó el grupo en 2008 para intentar triunfar como solista. 
No se conocen las copias concretas que Doll Domination ha conseguido vender, mas se cree que la cifra ronda el 1 400 000, que se alejan bastante del predecesor álbum del grupo, PCD, cuyas ventas superan los siete millones de discos. 
El álbum ha conseguido desprender un total de seis sencillos; los hits a nivel internacional "When I Grow Up" y "I Hate This Part", el éxito en Europa y Australia "Jai Ho! (You Are My Destiny)", el top 10 en el Reino Unido "Whatcha Think About That", el número 1 en la lista de baile estadounidense "Bottle Pop" y su más reciente sencillo, "Hush Hush, Hush Hush", el cual incluye muestras del clásico dance de Gloria Gaynor "I Will Survive".
El álbum se ha reeditado en una versión titulada Doll Domination 2.0, en el cual aparecen nuevas canciones como "Painted Windows" o "Top of the World". Además, la versión de lujo del álbum incluye temas en solitario de cada una de las componentes del grupo. 
El álbum fue promocionado por el grupo en Europa, Asia y Oceanía por el Doll Domination World Tour. Para presentar Doll Domination en América del Norte, las Dolls participaron como teloneras en la gira Circus de Britney Spears. 

## Producción
Las canciones del álbum fueron producidas y/o escritas por Timbaland, The Clutch, Cee-Lo Green, Lucas Secon, Wayne Hector, Cutfather, Jonas Jeberg, Sean Garrett, Darkchild, Kara DioGuardi, Fernando Garibay, Lady GaGa, Ryan Tedder, las gemelas Nervo y Chase N. Cashe de Zone 4 Inc. 
La edición deluxe del álbum también ha salido a la venta, aunque con una cubierta ligeramente diferente, y cinco canciones en solitario de cada una de las Dolls.
El 1 de septiembre de 2008, "I Hate This Part" y "Take Over the World" se filtraron en Internet como versiones en vivo, el álbum completo se filtró en Internet el 15 de septiembre de 2008.

## Promoción
El 20 de mayo de 2008, las Pussycat Dolls presentaron su nuevo sencillo "When I grow up" por primera vez en vivo en Jimmy Kimmel Live, otra vez en los MTV Movie Awards el 1 de junio, y por tercera vez en So You Think You Can Dance el 12 de junio. La canción fue lanzada el 27 de mayo de 2008.
Otras promociones incluyen la conducción del 2008 Maxim Hot 100 en VH1. Ellas obtuvieron la primera posición en seventeen.
Nicole hizo una aparición en "Pussycat Dolls Presentan: Girlicious" cantando una canción titulada "Just Say Yes". Ésta iba a ser incluido en el álbum en solitario Nicole, aunque finalmente se aparece en este álbum. Nicole también declaró que el grupo había trabajado con Dr. Dre y Scott Storch, pero las canciones no fueron realizadas.

### Gira Mundial 2009
El 31 de julio de 2008 en la promoción del álbum en Asia, el grupo anunció que una gira llamada "World Domination Tour" en promoción del álbum comenzaría a finales de marzo de 2009, visitando los EE. UU., Europa, Asia y Australia. Se ha informado de que Girlicious, Ne-Yo y Lady Gaga actuaron como apoyo para el viaje. También fueron el acto de apertura en la etapa Norteamericana de la gira de Britney Spears, The Circus Starring: Britney Spears[cita requerida].

## Presentación en las listas

### Sencillos

#### When I grow up
When I Grow Up fue el lead single de 'Doll Domination' y se convirtió en otro de los grandes hits de las Pussycat Dolls como 'Don't Cha' o 'Buttons'. 
El sencillo, con su provocativo videoclip y llamativa coreografía, además de las numerosas presentaciones del mismo, alcanzó buenas posiciones en las listas musicales; 
Fue número 1 en Alemania, Noruega y Suecia, en la lista urbana de Australia y en la dance de Estados Unidos; fue top 5 en Australia, Francia, Irlanda, España, Turquía, Países Bajos, Ucrania, Bélgica y Canadá, entre muchos más, y alcanzó la posición 9 en Estados Unidos, siendo la más baja obtenida por el sencillo. 
Es, en Billboard Hot 100, el cuarto top 10 del grupo, tras el #2 de 'Don't Cha', el #5 de 'Stickwitu' y el #3 de 'Buttons'. 
Fue certificado de Platino en Australia y Estados Unidos, y de Oro en Nueva Zelanda. 
El tema, además, ganó un MTV Award en 2008 por Mejor Coreografía en un Videoclip. Esta, hasta la fecha ha vendido alrededor de 2 787 000 copias mundiales.

#### Whatcha think about that (090908)
En Estados Unidos y el Reino Unido se lanzó 'Whatcha think about that' como sencillo. La canción es una colaboración con Missy Elliott, con la que las Pussycat Dolls presentaron el tema en numerosos programas. Existe una versión alternativa del sencillo en el cual se eluden las líneas de la rapera, que también fue usada en algunas presentaciones. 
En las listas de popularidad 'Whatcha think about that' tuvo un rendimiento polar; en Estados Unidos y Canadá, donde logró entrar, tan solo alcanzó posiciones #108 y #66, respectivamente; mientras tanto, en el Reino Unido e Irlanda alcanzó las posiciones #9 y #12, teniendo un éxito considerable.

#### I Hate this part (Right Here) (071009)
Un mes después de la publicación de 'Whatcha think about that' se publicó en todo el Mundo 'I Hate this Part Right Here' o simplemente 'I Hate this part', el tercer sencillo que conseguiría unas posiciones similares a las de 'When I grow up' en la mayoría de listas de sencillos.
Durante la semana del 3 al 17 de enero de 2009 'I Hate this part' lideró la lista dance de Estados Unidos, siendo el cuarto #1 de PCD en esta lista, tras 'Don't Cha', 'Buttons' y 'When I Grow up'. 
Además, el sencillo fue número 1 en Rumanía, cosa que el grupo no lograba desde "Wait a Minute"

#### Jai Ho! (You Are My Destiny)(230209)
El cuarto sencillo de las Pussycat Dolls fue 'Jai Ho! (You're My Destiny)', de la banda sonora de la película ganadora de varios Óscars 'Slumdog Millionaire' y se convirtió en el tercer hit de las Pussycat Dolls procedente del álbum 'Doll Domination'. Jai Ho figura en la edición 'Doll Domination 2.0' del trabajo. 
El sencillo alcanzó la posición número 15 en Estados Unidos, y fue disco de oro en el país, pero su gran éxito se dio en Europa, donde alcanzó el número 1 en las listas de Finlandia, Grecia, Irlanda y Turquía. Además, fue número 1 en Australia y 2 en Nueva Zelanda, siendo certificado en ambos países de Oro.
Es Platino por IFPI y ha alcanzado el top 10 en naciones como Bélgica, Canadá, Francia, Israel, Italia, Líbano, Polonia, Rumanía, Suiza y el Reino Unido. 
Su videoclip se grabó en un tren en Viena y en él aparece el grupo bailando vestido con ropa típica india mezclada con estilo moderno.

#### Bottle Pop (060309)
'Bottle Pop' iba a ser lanzado como tercer sencillo internacional, mas fue postergado y después reemplazado por 'I Hate this Part' y 'Jai Ho!', convirtiéndose en el quinto sencillo. Actualmente, el sencillo tan solo ha sido lanzado en Alemania, Australia y Nueva Zelanda. Es el primer sencillo de las Pussycat Dolls que no entra en el Billboard Hot 100 ni en su extensión Bubbling Under 100. 
El sencillo alcanzó el Top 20 en Australia y Nueva Zelanda. Sin ningún tipo de promoción que tuvo éxito en los EE. UU, pudiendo haber alcanzado el número 1 en el Billboard Hot Dance Club Play.

#### Hush Hush, Hush Hush (120509)
Un año después de la publicación del lead single de 'Doll Domination', se publica 'Hush Hush, Hush Hush', un remix de la canción original incluida en 'Doll Domination' en su versión estándar, 'Hush Hush'. El tema contiene muestras del hit de Gloria Gaynor 'I will Survive'. La versión remix se empezó a cantar durante los conciertos del 'Doll Dmination World Tour', y al ser una de las más aclamadas canciones del grupo, fue grabada y lanzada como sencillo. 
El sencillo creó controversia al publicarse su portada como 'Hush Hush; Hush Hush (The Pussycat Dolls featuring Nicole Scherzinger)' que dio a pensar que o bien el grupo iba a cambiar su nombre o que se separaba. Además, en la portada de 'Jai Ho! (You Are My Destiny)' el sencillo también presenta este nombre. 
Los rumores aumentaron cuando en un concierto de la gira de las Pussycat Dolls, Melody Thorton, que en ocasiones canta algunas líneas de algunos temas dijo 'Gracias por apoyarme incluso cuando no soy una 'featured artist' (Es decir, cuando ella también canta)'. 
No obastante, cualquier duda fue disipada cuando se aclaró que el grupo no se estaba separando.
El sencillo aún está activo en las listas musicales.

### Otras canciones

#### Top of the World
Fue lanzada como sencillo promocional durante febrero de 2009, siendo el tema principal de la serie 'The City' en Estados Unidos. Alcanzó a base de descarga digital el #53 de Canadá y el #79 de Estados Unidos.

#### Out of this club
El tema fue radiado durante la promoción de 'Doll Domination' en los Estados Unidos.

## Recepción de la Crítica
El álbum ha recibido en su mayoría críticas negativas de los críticos, habiendo sido evaluado solo 51 de 100 en Metacritic.
August Brown, del diario Los Angeles Times, señala que el álbum no cumple con su predecesor del 2005, PCD, y dio el álbum una estrella y media de cinco. Asimismo, Nic Oliver de Music OMH le da al álbum cuatro estrellas fuera de 10, indicando que, además de las canciones "Out of This Club" con R. Kelly & Polow Da Don y "Love The Way You Love Me", "Este es un disco que desgrana un cacharro tras otro ... este es un álbum directo a los contenedores de negociación. " Las excepciones incluyen" I Hate This Part ", una canción de ruptura en el que Nicole Scherzinger se emociona plenamente, y "Whatcha think about that? ", que contiene un rap descarado de Missy Elliott.
The Boston Globe resume el disco como "Un gran anzuelo cargado de canciones que hacen que tus labios tarareen sin necesidad de disculparse, sólo disfrutar. El Debut de las Pussycats del 2005 fue ese tipo de disco, y aunque este seguimiento intenta seguir difícilmente esa fórmula, se queda simplemente corto. Sin embargo, a menudo llenos de vértigo, aparecen canciones tontas brillantemente producidas con nada en su mente más allá del amor y el placer. Oh, claro, hay un par de baladas acerca de la angustia y el pesar, pero Nicole Scherzinger suena más como que ella está suspirando por un buen facial más que por un chico. Especialmente cuando el disco se pasea por su pista nº 21 que ya es fatigante. Sabemos que las Dolls desean estar en poder de permanencia, pero vamos ... "
Digital Spy, dijo que "Doll Domination es demasiado largo, el álbum carece de cualquier tipo de cohesión lírica. Esto no quiere decir que los temas individuales no dan en el clavo. Nada de esto coincide con la brillantez hiperactiva de "When I Grow Up", pero el futuro sencillo "I Hate This Part" "es maravillosamente melodramático y cada una de las cuatro producciones de Timbaland es explosión en el dinero. En general 3 / 5 estrellas". The New York Times dijo que "Son ellas, estrictamente hablando, humanas? Esto es lo que su nuevo álbum, Doll Domination pretende establecer. Entre las pistas de baile inventado por los grandes productores del momento como Rodney Jerkins, Timbaland, Sean Garrett y Polow Da Don, las Pussycat Dolls alardean un nuevo accesorio importante: un corazón frágil. En las 16 canciones de este álbum, cada una tratando de ser un sencillo, las Dolls siguen coqueteando la mayoría del tiempo. Pero ahora, cada cierto tiempo, me duelen. La gran voz flexible de la Sra. Scherzinger crece en las pistas programadas del equipo afinado del R & B. No menos hábil o menos calculado que los números de bump-and-grind, las letras de las canciones de despedida son un paso hacia la expansión de la franquicia. Ahora, las Pussycat Dolls son una media de poca empatía con la actitud ".
Una crítica muy positiva vino de Aaron M., del sitio brasilero Canal Pop, que dijo: "Nicole Scherzinger trae el álbum a un lado más humano. Según él, las Pussycat Dolls muestran que son "gente como nosotros", con letras que muestran problemas de la vida, los tiempos difíciles no solo las alegrías y triunfos, también tristezas y pérdidas. Sin embargo dio una crítica negativa a la portada del álbum, llegando hasta el punto de compararlas con alienígenas. A pesar de esto no dio una crítica mala a ninguna de las canciones.
Las canciones sobresalientes del álbum son: "When I Grow Up", "Takin' Over The World", "Elevator", "Love The Way You Love Me", "Top Of The World" y "Painted Windows" porque podemos escuchar las voces de las otras Dolls, no solo la de Nicole.

## Lista de canciones
| #   | Canción                                                | Productor (es) & Escritor (es)                                                           | Duración |
| --- | ------------------------------------------------------ | ---------------------------------------------------------------------------------------- | -------- |
| 1.  | "When I grow up"                                       | Rodney Jerkins, Theron & Timothy Thomas                                                  | 4:05     |
| 2.  | "Bottle Pop" (featuring Snoop Dogg)                    | Fernando Garibay, Sean Garrett, Nicole Scherzinger                                       | 3:30     |
| 3.  | "Whatcha Think About That" (featuring Missy Elliott)   | Polow da Don, Esther Dean, Ron Fair                                                      | 3:48     |
| 4.  | "I Hate This Part"                                     | Lucas Secon, Wayne Hector, Jonas Jeberg, Cutfather                                       | 3:39     |
| 5.  | "Takin' Over the World"                                | Chase N. Cashe of Zone 4 Inc., Chisolm, Farris, Gouche, Groover, Sims                    | 3:35     |
| 6.  | "Out of This Club" (featuring R. Kelly & Polow da Don) | Robert Kelly, Jamal Jones                                                                | 4:08     |
| 7.  | "Who's Gonna Love You"                                 | Polow da Don, Nicole Scherzinger, Kara DioGuardi                                         | 4:00     |
| 8.  | "Happily Never After"                                  | Shea Taylor, Ne-Yo                                                                       | 4:49     |
| 9.  | "Magic"                                                | Tim Mosley, Jerome Harmon, Candice Nelson, Ezekiel Lewis, Balewa Muhammad, Patrick Smith | 3:41     |
| 10. | "Halo"                                                 | Tim Mosley, Jerome Harmon, Candice Nelson, Ezekiel Lewis, Balewa Muhammad, Patrick Smith | 5:24     |
| 11. | "In Person"                                            | Tim Mosley, Jerome Harmon, Candice Nelson, Ezekiel Lewis, Balewa Muhammad, Patrick Smith | 3:36     |
| 12. | "Elevator"                                             | Rodney Jerkins, Cristyle Johnson & Lady Gaga                                             | 3:41     |
| 13. | "Hush Hush"                                            | Ron Fair, Nicole Scherzinger, Wroldsen, Romdhane, Larossi                                | 3:48     |
| 14. | "Love the Way You Love Me"                             | Hit-Boy & Chase N. Cashe of Zone 4 Inc., Woodard, Kara DioGuardi, Livingston             | 3:21     |
| 15. | "Whatchamacallit"                                      | Tim Mosley, Jerome Harmon, Candice Nelson, Ezekiel Lewis, Balewa Muhammad, Patrick Smith | 4:20     |
| 16. | "I'm Done"                                             | S. Ridel, T.L. James, A. Huff                                                            | 3:18     |

- Canciones Bonus Internacionales

| #  | Canción                                                                           | Productor (es) & Escritor (es)                                               | Duración |
| -- | --------------------------------------------------------------------------------- | ---------------------------------------------------------------------------- | -------- |
| 1. | "Baby Love (J.R. Remix)" (featuring will.i.am)                                    | J. R. Rotem, Keith Harris, William Adams, Nicole Scherzinger, Kara DioGuardi | 3:58     |
| 2. | "Lights, Camera, Action" (featuring New Kids on the Block)                        | Polow da Don                                                                 | 3:46     |
| 3. | "Perhaps, Perhaps, Perhaps"                                                       | Osvaldo Farrés, Joe Davis                                                    | 2:14     |
| 4. | When I grow up (Junior Caldera Remix Edit)" [Canción Exclusiva de Itunes Francia] | Rodney Jerkins, Theron & Timothy Thomas                                      | 3:30     |

- Edición De Lujo (Disco Bonus)

| #  | Canción                    | Cantante           | Productor (es) & Escritor (es)                   | Duración |
| -- | -------------------------- | ------------------ | ------------------------------------------------ | -------- |
| 1. | "If I Was a Man"           | Jessica Sutta      | M. Nervo, M. Smith, O. Nervo, S. Ridel           | 3:31     |
| 2. | "Space"                    | Melody Thornton    | Andrew Frampton, J. Jones, J. Kugell, J. Pennock | 3:08     |
| 3. | "Don't Wanna Fall in Love" | Kimberly Wyatt     | J. Child                                         | 3:21     |
| 4. | "Played"                   | Ashley Roberts     | R. Nevil, S. Diamond                             | 3:20     |
| 5. | "Until U Love U"           | Nicole Scherzinger | Diane Warren                                     | 3:39     |

- Doll Domination 2.0

Doll Domination 2.0 es una compilación de canciones de la edición revisada del 2009 deDoll Domination. En total cuenta con 10 canciones, 6 de la versión original más el remix de "Hush Hush" (ahora "Hush Hush; Hush Hush" con partes de "I Will Survive"), "Jai Ho! (You Are My Destiny)" con la colaboración de A.R. Rahman, "Top Of The World" y "Painted Windows". Fue lanzado el 24 de abril del 2009.

| Source: iTunes/Australian Doll Domination 2.0 |                                                  |          |  |
| N.º                                           | Título                                           | Duración |  |
| 1.                                            | «When I Grow Up 2.0»                             | 4:04     |  |
| 2.                                            | «I Hate This Part 2.0»                           | 3:39     |  |
| 3.                                            | «Jai Ho! (You Are My Destiny) feat. A.R. Rahman» | 3:46     |  |
| 4.                                            | «Hush Hush; Hush Hush»                           | 4:13     |  |
| 5.                                            | «Top of the World»                               | 3:31     |  |
| 6.                                            | «Halo 2.0»                                       | 5:24     |  |
| 7.                                            | «Painted Windows»                                | 3:34     |  |
| 8.                                            | «Bottle Pop 2.0»                                 | 3:30     |  |
| 9.                                            | «Takin' Over the World 2.0»                      | 3:35     |  |
| 10.                                           | «I'm Done 2.0»                                   | 3:18     |  |
| 11.                                           | «I Hate This Part (Digital Dog Club Mix)»        | 5:54     |  |
| 12.                                           | «When I Grow Up (Edson Pride Club Mix)»          | 9:11     |  |

- Doll Domination 3.0

El 10 de agosto de 2009 es relanzado Doll Domination 3.0 es una reedición lanzada en UK y tiene la misma portada original. Este disco incluye las canciones de la versión estándar más las canciones "Hush Hush; Hush Hush" "Jai Ho! (You Are My Destiny)" "Painted Windows" y "Top Of The World"

## Historial de Lanzamiento
| Fecha          | País                     |
| -------------- | ------------------------ |
| Países Bajos   | 19 de septiembre de 2008 |
| Alemania       | 19 de septiembre de 2008 |
| Irlanda        | 19 de septiembre de 2008 |
| Australia      | 20 de septiembre de 2008 |
| Reino Unido    | 22 de septiembre de 2008 |
| Italia         | 22 de septiembre de 2008 |
| Nueva Zelanda  | 22 de septiembre de 2008 |
| Hong Kong      | 22 de septiembre de 2008 |
| Estados Unidos | 23 de septiembre de 2008 |
| España         | 23 de septiembre de 2008 |
| Tailandia      | 25 de septiembre de 2008 |
| Taiwán         | 26 de septiembre de 2008 |
| México         | 29 de septiembre de 2008 |
| Francia        | 29 de septiembre de 2008 |
| Brasil         | 29 de septiembre de 2008 |
| Japón          | 15 de octubre de 2008    |
| Venezuela      | 2 de noviembre de 2008   |

- Datos: Q1047959